# Lorenza Colzato
Lorenza S. Colzato (20 de septiembre de 1974, Bolzano, Italia), es una psicóloga cognitiva especializada en el estudio del neurotransmisor Dopamina y el papel que desempeña en la función ejecutiva de la conducta.

## Vida
Estudió psicología en la Universidad de Padua. Obtuvo un doctorado en Universidad de Leiden en 2005, y desde 2006, Lorenza Colzato es profesora en el departamento de Psicología Cognitiva de la Universidad de Leiden. En 2008, fue premiada con la beca VENI. Desde marzo de 2010, ella es la principal editora de la revista especializada Journal Frontiers in Cognition . Desde 2022, es profesora en la universidad Shandong Normal University en Jinan, China.

## Investigación
La línea de investigación de esta autora concierne varios campos (como por ejemplo drogas, estrés, emoción, motivación, inteligencia, capacidad de memoria de trabajo, bilingüismo, religión, ejecución en videojuegos, orientación sexual, dopamina) que se han descrito como predictores en la mejora o empeoramiento de la función cognitiva de cada individuo.[cita requerida] 
Esta psicóloga propone la combinación de la perspectiva neurocientífica cognitiva desde el enfoque de las diferencias individuales. Usando diversas tareas informatizadas, pretende establecer relaciones de cómo los procesos de control cognitivo y los mecanismos neurobiológicos están afectados por estos factores. [cita requerida] Un tema de especial relevancia para esa investigadora son las funciones ejecutivas que se refieren a los mecanismos generales que regula la cognición humana, además de respuestas de inhibición o la habilidad para interrumpir acciones planeadas. Actualmente usa diversas técnicas psicofisiológicas tales como electroencefalograma (EEG) e Imagen por resonancia magnética funcional (IRMf) con el fin de relacionar las medidas conductuales anteriores con la actividad cerebral.[cita requerida] Durante los últimos años ha ampliado su campo de estudio a las consecuencias emotivo-motivacionales a corto plazo y en los efectos a largo plazo del uso recreativo de cannabis, MDMA (éxtasis), cocaína y khat sobre las funciones ejecutivas.
Recientemente se le ha acusado de manipular datos en sus estudios y varios de sus artículos pueden ser fraudulentos.

## Trabajos Selectos
- Colzato, L.S., van Beest, I., van den Wildenberg, W.P.M., Scorolli, C., Dorchin, S., Meiran, N., Borghi, A.M., & Hommel, B. (2010). God: Do I have your attention? Cognition. http://dx.doi.org/10.1016/j.cognition.2010.07.003
- Colzato, L. S., Waszack, F. Nieuwenhuis, S. T., Posthuma, D., & Hommel, B. (2010). The flexible mind is associated with the Catechol-O-methyltransferase (COMT) Val158Met polymorphism: Evidence for a role of dopamine in the control of task switching. Neuropsychologia, 48, 2764-2768.
- Colzato, L. S., van Hooidonk, L., van den Wildenberg, W., Harinck, F., & Hommel, B. (2010). Sexual orientation biases attentional control: a possible gaydar mechanism. Frontiers in Cognition, 1(13), doi:10.3389/fpsyg.2010.00013.
- Colzato, L. S., van Leeuwen, P.J.A., van den Wildenberg, W., & Hommel, B. (2010). DOOM’d to switch: Superior cognitive flexibility in players of first person shooter games. Frontiers in Cognition, 1(8), doi:10.3389/fpsyg.2010.00008.
- Colzato, L. S., Hertsig, G., van den Wildenberg, W., & Hommel, B. (2010). Estrogen modulates inhibitory control in healthy human females: Evidence from the stop-signal paradigm. Neuroscience, 167, 709-715.
- Colzato, L. S., Huizinga, M., & Hommel, B. (2009). Recreational polydrug use of cocaine impairs cognitive flexibility but not working memory. Psychopharmacology, 207, 225-234.